# شرکت ابزارسازی هیوز

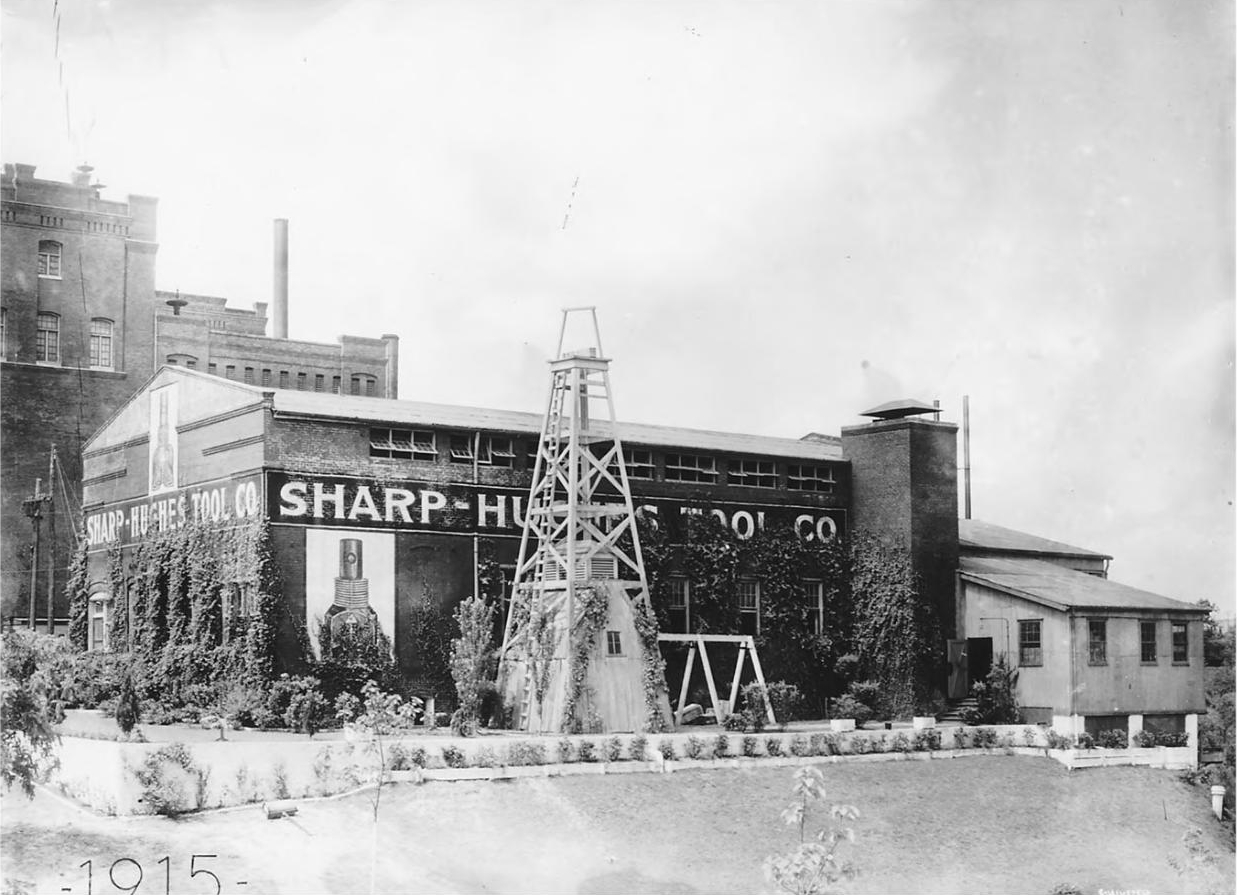
شرکت ابزار شارپ هیوز، که بعداً به شرکت ابزارسازی هیوز تغییر نام داد، در ساختمان تولیدی خود در تقاطع خیابان‌های دوم و ژیرارد، هیوستون، تگزاس. در سال 1912 به آنجا نقل مکان کرد

شرکت ابزارسازی هیوز (انگلیسی: Hughes Tool Company) یک شرکت آمریکایی تولیدکننده مته بود که به سال ۱۹۰۸ تأسیس شد و در سال ۱۹۸۷ در شرکت بیکر هیوز ادغام شد.